# Phyllachora diehlii
Phyllachora diehlii är en svampart som beskrevs av P.F. Cannon 1991. Phyllachora diehlii ingår i släktet Phyllachora och familjen Phyllachoraceae.   Inga underarter finns listade i Catalogue of Life.